# Geert Bruloot
Geert Bruloot is Belgisch ondernemer binnen de modewereld. Hij ligt aan de basis van de Antwerpse Zes. 

## Biografie
Bruloot richtte in 1986 de boetiek Louis op waar alleen Belgische modeontwerpers werden verkocht. Hij was onder andere de eerste die Ann Demeulemeester verkocht. In de schoenzaak Coccodrillo was hij de eerste die schoenen van Dirk Bikkembergs en Martin Margiela verkocht. In 2002 verkocht hij zijn zaak Louis. 
In 1986 overtuigde Bruloot Dirk Bikkembergs, Dirk Van Saene, Walter Van Beirendonck, Marina Yee, Dries Van Noten en Ann Demeulemeester om mee te gaan naar Londen. Hierdoor ligt hij aan de basis van de Antwerpese Zes.
In 1992 werkte hij samen met Ann Salens. 
De vzw "Mode Antwerpen" werd in 1996 door hem opgericht samen met Linda Loppa, Gerdi Esch en Patrick De Muynck. De organisatie werd in 1997 cultureel ambassadeur van België. Het was de voorloper van het Flanders Fashion Institute. 
Bruloot schonk tientallen schoenen en hoeden aan het ModeMuseum Antwerpen ter bezichtiging.
- Bibliothèque nationale de France: cb15976118n (data)
- Gemeinsame Normdatei: 1203683693
- International Standard Name Identifier: 0000 0000 5524 2454
- Library of Congress Control Number: no2007103334
- Nederlandse Thesaurus van Auteursnamen: 372573304
- Système universitaire de documentation: 121609898
- Virtual International Authority File: 46548820